# Lieja-Bastoña-Lieja 1908
La Lieja-Bastogne-Lieja 1908 fue la 4.ª edición de la clásica ciclista Lieja-Bastoña-Lieja. La carrera se disputó el domingo 30 de agosto de 1908, sobre un recorrido de 235 km. El vencedor final fue el francés André Trousselier, que se impuso al sprint en la meta de Lieja. Los belgas Alfons Lauwers y Henri Dubois acabaron segundo y tercero respectivamente. 

## Clasificación final
| Posición | Ciclista            | Equipo | Tiempo   |
| -------- | ------------------- | ------ | -------- |
| 1        | André Trousselier   | -      | 8h12'09" |
| 2        | Alfons Lauwers      | -      | (s.t.)   |
| 3        | Henri Dubois        | -      | (s.t.)   |
| 4        | René Van Den Berghe | -      | (s.t.)   |
| 5        | Georges Verbist     | -      | (s.t.)   |
| 6        | François d'Haen     | -      | (s.t.)   |
| 7        | Edmond Lasson       | -      | (s.t.)   |
| 8        | L. Theralle         | -      | (s.t.)   |
| 9        | Léo Kops            | -      | (s.t.)   |
| 10       | A. Bettens          | -      | (s.t.)   |